# Amori dispari
Amori dispari è un album di Gino Paoli, pubblicato dalla Musicrama nel 1995.

## Tracce
1. I gatti si difendono così (Remix) (Paoli) - 1:49
2. I gatti si difendono così (Paoli) - 4:19
3. Chiara (Paoli) - 3:09
4. Stai con me (Paoli) - 4:01
5. E m'innamorerai (Paoli) - 4:31
6. Se ti muovi così (Paoli) - 3:36
7. La ragazza senza nome (Paoli) - 3:11
8. Sognando un sogno (Paoli) - 3:42
9. Bello il tuo viso (Paoli) - 4:14
10. Amori dispari (Paoli) - 3:46
11. La partita (Paoli) - 3:43

## Formazione
- Gino Paoli - voce
- Vito Mercurio - basso
- Vittorio Riva - batteria
- Maurizio Fiordiliso - chitarra
- Dario Picone - tastiera
- Rosario Jermano - percussioni